# مڭرس
مڭرس هي قرية مغربية غرب المملكة. تنتمي مڭرس لإقليم الجديدة الساحلي جنوبي الدار البيضاء. تضم هذه القرية 15.050 نسمة (إحصاء 2004).